# Brachystoma occidentale
Brachystoma occidentale är en tvåvingeart som beskrevs av Axel Leonard Melander 1902. Brachystoma occidentale ingår i släktet Brachystoma och familjen Brachystomatidae. Inga underarter finns listade i Catalogue of Life.